# Cremanthodium chungdienense
Cremanthodium chungdienense là một loài thực vật có hoa trong họ Cúc. Loài này được Ling & S.W.Liu mô tả khoa học đầu tiên năm 1982.